# Louis Francœur (compositeur)
Pour les articles homonymes, voir Francœur.
Louis Francœur (Paris, vers 1692 - Paris, septembre 1745) est un  violoniste et compositeur français.
Fils de Joseph Francœur qui lui a appris la musique, il est le frère de François Francœur. Il entre à l'Académie royale de musique en 1704. En 1710 il rejoint son père aux 24 Violons, où il succède à Jean-Baptiste Anet. En 1737, il épouse Anne Madeleine Briscolier et a un fils, Louis Joseph Francœur, lui aussi violoniste et compositeur.
Louis Francœur a composé deux livres de sonates pour violon seul, publiés en 1715 et 1726.